# Cronborg
Cronborg var en dansk fregat (1781-1801), der løb af stablen d. 10 juli 1781 og forliste under Slaget på Reden d. 2. april 1801.
Chef om bord var premierløjtnant J.E. Hauch, som dræbtes under slaget.